# Jonathan Schaffer
Jonathan Schaffer est un philosophe américain spécialisé en métaphysique analytique et en épistémologie. Il est à l'origine de la théorie « contrastiviste » de la signification et est principalement connu pour avoir réhabilité le monisme au sein de la métaphysique analytique.

## Parcours professionnel
Jonathan Schaffer obtient son doctorat de philosophie en 1999 à l'Université Rutgers sous la direction de Brian McLaughlin. Supervisée par David Lewis, sa thèse porte sur le « lien de causalité et les probabilités de traitement ». En 2000, il accepte un poste de professeur adjoint à l’Université du Massachusetts à Amherst et entre en fonction en 2004. En 2007, il obtient un poste de chercheur permanent à l’Université nationale australienne. Il remporte alors la même année, en 2008, deux prix du « meilleur article », l'un de la American Philosophical Association pour son article « Connaître la réponse » (Knowing the Answer), et l'autre de la Australasian Journal of Philosophy pour son « Du nihilisme au monisme » (From Nihilism to Monism).
En 2010, Schaffer accepte un poste permanent à l'Université Rutgers.

## Source de la traduction
- (en) Cet article est partiellement ou en totalité issu de l’article de Wikipédia en anglais intitulé « Jonathan Schaffer » (voir la liste des auteurs).